# Anglikanska kyrkogemenskapen
Anglikanska kyrkogemenskapen (engelska: The Anglican Communion) är ett av de största kristna trossamfunden i världen, med totalt över 70 miljoner medlemmar. Den omfattar huvudsakligen, men inte enbart, den engelska kyrkan och dess dotterkyrkor i de före detta brittiska kolonierna. Den anglikanska kyrkogemenskapen leds av ärkebiskopen av Canterbury i England men varje medlemskyrka är självstyrande; "enhetsinstrumenten" har rådgivande funktion.  
Den anglikanska kyrkogemenskapen leds av ärkebiskopen av Canterbury (1:a) och fick sin formella internationella organisation först genom den första Lambethkonferensen (2:a) 1867, när ärkebiskopen  bjöd in kyrkogemenskapens samtliga biskopar. Organisationen har senare utökats genom grundandet av Anglican Consultative Council (3:e) 1968 och Primates' meeting (4:e) 1978. Dessa fyra kallas för och utgör "enhetsinstrument".  
De anglikanska kyrkorna står sedan 1931 i kyrkogemenskap med Gammalkatolska kyrkor, sedan 1961 med Mar Thoma-kyrkan i Indien och den Oberoende Filippinska Kyrkan. Anglikanska kyrkan deltar sedan 1994-96 i Borgågemenskapen, definierad av Borgåöverenskommelsen.
Anglikanska kyrkan finns representerad som trossamfund i Sverige och har vigselrätt sedan 1892.

## Ecclesia Anglicana
För en ingående beskrivning av 1500-talets engelska kyrkohistoria, se Reformationen i England.
En kristen kyrka i provinsen Britannia är känd sedan ca år 200, och anglikanska teologer åberopar den egna kontinuiteten med kyrkan på denna tid. Stiften London, Lincoln och York är kända sedan 300-talet. Det anglosaxiska maktövertagandet från 570-talet och framdeles ledde till att den gamla romano-brittiska eller keltiska kyrkan utplånades i södra England, men den överlevde i Wales, Cornwall, Devon, Cumbria, Skottland och Irland. Augustinus av Canterbury sändes som missionär till saxarna i Kent, och blev den förste ärkebiskopen av Canterbury 597. Keltiska missionsinsatser i norr ledde till upprättandet av en keltisk kristen kyrka bland anglerna i kungariket Northumbria. De båda kyrkorna hade olika påskdatum, men enades 664.
Uttrycket Ecclesia Anglicana, som betyder Engelska kyrkan är känt sedan 1246.
Henrik VIII av England bröt 1534 med påven, och grep själv rätten att utnämna biskopar, vilket gjorde den anglikanska kyrkan självständig. Med tiden har fler anglikanska kyrkor sällat sig till den engelska. De flesta är Engelska kyrkans dotterkyrkor i de före detta kolonierna, men några har annan bakgrund. Skotska Episkopalkyrkan och Irländska kyrkan har inte sitt ursprung i Engelska kyrkan. Lusitanska kyrkan och Spanska reformerade episkopalkyrkan uppkom genom en brytning med den Romersk-katolska kyrkan under decenniet efter ofelbarhetsdogmen 1870. Ett fåtal anglikanska kyrkor är dotterkyrkor till den Amerikanska Episkopalkyrkan.
Det franska ordet Anglicanisme började användas av fransmän omkring år 1700, som en parallell till ordet Gallicanisme (Se. Gallikanism). Det engelska ordet Anglicanism används sedan 1800-talets början för att beteckna de anglikanska kyrkornas teologiska position mitt emellan den romersk-katolska kyrkan och de kalvinska kyrkorna.

## Anglikansk teologi
Av historiska skäl är den teologiska bredden mycket stor i den anglikanska kyrkofamiljen, som brukar beskrivas som katolsk utan påve och reformerad utan namngivande grundare.
Under Henrik VIII:s livstid behölls den befintliga senmedeltida teologin, om än färgad av renässanshumanismen. De sex artiklarna 1539 försvarade exempelvis transsubstantiationsläran och prästcelibatet. 
Under Edvard VI av England fick ärkebiskop Thomas Cranmer inflytande över lära och gudstjänstliv, tillsammans med bl. a. den landsflyktige Martin Bucer, men det ledde till en kraftig motreaktion under Maria I av England, och drottningen lät avrätta Cranmer 1556.
När Elisabet I tillträdde tronen tog hon avstånd från både puritanism (d.v.s. den extrema kalvinismen) och från kontinental romersk katolicism, och försökte inom en samlande engelsk kyrka rymma både reformkatolska renässanshumanister (som hade marginaliserats av det pågående Tridentinska kyrkomötet), filippister och majorister (som kättarförklarades av gnesiolutheranerna på kontinenten 1577) och reformerta teologer färgade av Bucer (som på kontinenten överskuggats av Huldrych Zwingli och framför allt Jean Calvin). 
De trettionio artiklarna antogs av provinskyrkomötena 1562 och av parlamentet 1571, och var avsiktligen formulerade för att kunna rymma många olika positioner. När ärkebiskop Whitgift och några cambridgeteologer övervägde att införa predestinationsläran avvisades detta hårt av drottningen 1595. Inflödet av arminianer, som hade fördrivits från Nederländerna efter synoden i Dordrecht 1619, gjorde att arminianismens syn på nåd, fri vilja och predestination blev vanlig bland anglikaner. Detta inskärptes av ett kungligt påbud 1628, och har sedan dess kommit att vara den gängse i anglikanska miljöer, men också bland metodister som uppkom i anglikansk miljö på 1700-talet.
Thomas Cranmer hade på sin tid försvarat biskopsämbetet på ett sätt som kontinentala reformatorer inte hade gjort, och anglikaner hyser sedan 1550 synsättet att det apostoliska och kyrkliga ämbetet sedan urkyrklig tid och för all framtid består av tre delar: Biskop, präst och diakon. Medan Trient-konciliet utvecklade synen att Skrift och Tradition är två separata delar av uppenbarelsen, och evangeliska kyrkor på kontinenten hävdade en "Sola Scriptura"-princip, utvecklade den anglikanske tänkaren Richard Hooker i Laws on Ecclesiastical Polity (1593) synsättet att Skriften, Traditionen och Förnuftet utgör teologins tre redskap, bland vilka Skriften utgör grunden. Cranmers syn på det tredelade ämbetet och Hookers syn på Skrift, Tradition och Förnuft utgör en grundstomme i anglikansk teologi, som nästan alla anglikanska riktningar är överens om, trots många skillnader i övrigt.
Arvet från Richard Hooker påverkade en krets inflytelserika anglikanska teologer, Caroline Divines, som betonade kyrkofädernas teologi, lärans syfte att fördjupa det andliga livet, ett gudstjänstfirande som inte försummar yttre bruk, samt noggrann åtlydnad av kanonisk rätt. Från den lutherske teologen Georg Calixtus i Helmstedt hämtade denna strömning idealet att betrakta kyrkans första fem århundraden som normerande, den så kallade Quinquesecularismen. Puritanerna kom i konflikt med denna strömning, vilket stimulerade de övriga samhällskonflikter som ledde fram till det engelska inbördeskriget.
Avsmaken för inbördeskriget fostrade i somliga miljöer fram en anda av religiös tolerans av skilda slag. En mystiskt färgad riktning blomstrade i Cambridge, vilket gav riktningen namnet "Cambridgeplatonikerna". Andra riktningar utvecklade upplysningens naturrättstänkande och deism. John Lockes syn på naturrätt är en vidareutveckling av motiv befintliga hos Richard Hooker.
Väckelser på 1700-talet gav upphov till evangelikalism, som betonar arvet från Cranmer, Bucer och Arminius. Arvet från John Wesley fördes dock huvudsakligen vidare utanför de anglikanska kyrkorna sedan metodism hade blivit ett antal egna trossamfund.
Oxfordrörelsen på 1830-talet ledde till utvecklandet av anglokatolicism, som rymmer ett antal teologiska positioner. Så kallade anglo-papalister delar helt den romersk-katolska kyrkans teologi.
Nutida anglikansk teologi rymmer, med en typologi hämtad från Leslie Newbigin, både evangelikala, katolska och liberala miljöer.

### Självdefinition
Icke-anglikaner beskriver ibland anglikaner som "protestanter". Många anglikaner finner beteckningen protestantisk missvisande för att beteckna deras kyrkoidentitet, och föredrar "katolsk och reformerad".
Det är vanligt att anglikaner beskriver anglikanismen som Via media, en kristendomsform som varken är romersk-katolsk eller protestantisk, utan en kompromiss mellan dem båda, som är både katolsk och reformerad . Vid 1930 års Lambeth-konferens beskrevs anglikanismen på följande sätt:
- - "Den Anglikanska kyrkogemenskapen är en gemenskap inom den Enda, Heliga, Katolska och Apostoliska kyrkan av tillbörligen konstituerade stift, provinser och regionala kyrkor som befinner sig i gemenskap med Canterburys biskopssäte, och som delar följande egenskaper:
    - a. De upprätthåller och förmedlar den Katolska och Apostoliska tron och kyrkoordningen, så som dessa i allmänhet är framlagda i Den allmänna bönboken, så som denna är auktoriserad i dessa kyrkor;
    - b. De är partikulärkyrkor eller nationalkyrkor, och uppmuntrar, som sådana, för respektive nation representativa uttryck för kristen tro, liv och tillbedjan; och
    - c. De är sammanbundna, inte av något centralt lagstiftande eller verkställande organ, utan av ömsesidig lojalitet underhållen genom rådslående biskopars gemensamma råd." [10]

Det officiella namnet på de anglikanska kyrkorna i Japan resp. HongKong är Japanska Heliga Katolska Kyrkan och Heliga Katolska Kyrkan i Kina. 
Ordet "protestant" förekommer endast i ett fåtal dokument som påverkar anglikanska kyrkor. Ett sådant dokument är 1701 års engelska tronföljdsordning, som kallar den Engelska kyrkans kungliga medlemmar för "protestanter" (vilket kan förklaras med att Vilhelm III av England var dubbelansluten till den presbyterianska Skotska kyrkan och den reformerta kyrkan i Nederländerna); Ett annat är den Amerikanska Episkopalkyrkans konstitutioner från 1790, som använder benämningen Protestantiska Amerikanska Episkopalkyrkan, men denna benämning är sedan 1964 ett andrahandsalternativ till det nuvarande officiella namnet, för att inte leda till förväxlingar med de reformerta kyrkorna.

### Utmärkande drag
Alla anglikanska kyrkor erkänner den apostoliska trosbekännelsen, den nicenska trosbekännelsen, bibelläsning på folkspråket, firandet av dop och eukaristi, samt det tredelade apostoliska kyrkliga ämbetet som diakon, präst och biskop. Den dagliga ottesången och aftonsången enligt Den Allmänna Bönboken, eller någon motsvarande alternativ gudstjänstbok, har en stark ställning i anglikansk spiritualitet. En positiv syn på kanonisk rätt utgör en del av anglikansk identitet. I övriga frågor är den teologiska bredden och mångfalden mycket stor, både i äldre tid och i vår tid.
De trettionio artiklarna har skiftande ställning i anglikanska kyrkor. Somliga anglikanska kyrkor använder dem inte alls. Många betraktar dem som historiska dokument vittnande om den Engelska kyrkan teologi i äldre tid, men inte normerande för alla tider och platser, utan snarare en "inspirationskälla" som skall läsas i ljuset av Bönboken och andra normerande anglikanska dokument. Några anglikaner betraktar dem som bindande och förpliktigande. Ytterligare några hävdar att inte alla artiklar har samma tyngd. Innehållet i några av dem accepteras av de flesta anglikaner, men inte nödvändigtvis på grund av att innehållet råkar finnas i Artiklarna. Samma bredd av synsätt finns rörande den athanasianska trosbekännelsen.
På följande punkter skiljer sig anglikanskt kyrkoliv från kalvinism: 
- - Anglikaner avvisar läran om Sola Scriptura, och lär istället vad som kallas för "Skriftens tillräcklighet", och att Skriften förstås med hjälp av Förnuftet och Traditionen.
  - En augustinsk människosyn är inte normerande.
  - Den kalvinska predestinationsläran avvisades 1595 och 1628.
  - Goda gärningar betraktas i artikel XII som en nödvändig följd av tron, och anses vara förtjänstfulla inför Gud.
  - Anglikaner läser apokryferna i den gemensamma gudstjänsten.
  - Anglikaner skiljer mellan "Evangeliets två stora sakrament" (dop och eukaristi) och vad som vanligtvis kallas för de fem små sakramenten  (konfirmation, bikt, äktenskapet, ordination och förbön för sjuka).
  - Dopet betraktas i Den Allmänna Bönboken 1662 som en verklig pånyttfödelse.
  - Kristi verkliga kropp och blod är altarsakramentets "osynliga och inre nåd" enligt 1604 års katekes, som fortfarande hör till 1662 års bönbok. Eukaristibönernas och vanligt förekommande hymners ordalydelser stöder denna syn.
  - Eukaristifirandet betraktas som en offerhandling.
  - Det tredelade apostoliska kyrkliga ämbetet som diakon, präst och biskop betraktas av anglikaner sedan 1550 som en urkyrklig ordning som skall förbli i bruk för alltid. Sedan 1662 är det en nödvändig förutsättning för kyrkogemenskap med anglikanska kyrkor, och är en av de fyra punkterna i Chicago-Lambeth-deklarationen.
  - Biskopens utdelande av konfirmationens sakrament har behållits.
  - Fasta på fredagarna har en stark ställning i fromhetslivet.
  - Vid sidan av söndagar firas även jul, epifania, stilla veckans dagar, Kristi himmelsfärds dag och många helgondagar.
  - I anglikanska sångböcker, exempelvis New English Hymnal, förekommer förbön för de hädangångnas själar och anrop av helgonens förbön. Evangelikaler väljer dock att använda andra sångböcker.

På följande punkter skiljer sig anglikansk teologi från romersk-katolskt kyrkoliv:
- - En augustinsk människosyn är inte normerande.
  - Det är nödvändigt att fira gudstjänst på folkspråket. I traditionella universitetssammanhang kan dock latin ibland vara folkspråket.
  - Officiet har en mycket starkare ställning som offentlig församlingsgudstjänst.
  - Kommunionen skall i normala fall delas ut under båda gestalterna, det vill säga alla nattvardsgäster skall få både bröd och vin. Sjukkommunion är undantagsvis inte normala fall.
  - Altarsakramentets teologi är inte väldefinierad och enhetlig. Bland några evangelikaler, som väljer att bortse från 1604 års katekes och väljer att tillmäta Artiklarna stor vikt, förekommer en kalvinsk tolkning av Artikel XXVIII.
  - Bikten är en möjlighet, inte obligatorisk.
  - Avlat förekommer inte.
  - Prästcelibat är ett fritt val, och prästäktenskap är tillåtna.
  - Kvinnor ordineras till diakoner i alla anglikanska medlemskyrkor.
  - Kvinnor ordineras till präster i de flesta anglikanska medlemskyrkor.
  - Kvinnor ordineras till biskopar i några anglikanska medlemskyrkor.
  - Påven betraktas vanligtvis inte som ofelbar. Anglopapalisterna kan dock hysa en sådan syn.
  - Några av mariahögtiderna firas, men inte med klart definierat läroinnehåll, vilket gör att flera olika mariologier ryms.

### Anglikansk nattvardssyn
Den åldrade Cranmers syn på eukaristin är omdebatterad, och har ibland definierats som reformert virtualism . Denna påverkade de trettionio artiklarna, särskilt art. XXIX, som emellertid i efterhand varit föremål för högst skiftande tolkningar. Däremot kom 1604 års katekes (som skrevs av John Overall vid en tidpunkt då studiet av kyrkofädernas teologi hade börjat intensifieras bland anglikaner) att uttrycka en slags lära om realpresens – en läromässig dubbelhet som anglikanska kyrkor har levt med sedan dess. Eukaristibönen och distributionsorden i 1559 och 1662 års bönböcker uttrycker en teologi i överensstämmelse med katekesens ståndpunkt, och Caroline Divines uttryckte vanligtvis någon slags lära om realpresens. 
Med the Black Rubric avses ett inskott i 1662 års Bönbok, som förnekar "a corporal presence". En första version av the Black Rubric hade införts 1552, men avskaffades efter bara några månader, och den återinfördes avsiktligen inte 1559. Denna äldre anvisning förnekade en real and essential presence. Textversionen från 1662 hade införts i syfte att både gå puritanerna till mötes och samtidigt slå vakt om Caroline Divines' realpresenslära. Någon real and essential presence förnekas inte, däremot en corporal presence. Evangelikaler tar detta till intäkt för en kalvinsk sakramentsteologi, men anglokatoliker betraktar det som ett avvisande av vantolkningen av den verkliga närvaron som om den vore av fysiologisk art. Hade avsikten varit att avvisa läran om realpresens, borde kommittén från 1662 istället ha infört den äldre formuleringen om real and essential presence. Att flera kommittéledamöter, exempelvis John Cosin, delade läran om realpresens är väl känt. Sextonhundrasextiotvå års eukaristibön bär överskriften Prayer of Consecration. 
Anglikanerna i Skottland, som aldrig hade infört någon Black rubric, började under slutet av 1600-talet att reservera det överblivna altarsakramentet för utdelning till sjuka, och många medlemskyrkor har avstått från att överta Black rubric från den engelska bönboksupplagan av 1662. Anglokatolicismens framväxt från och med 1830-talet ledde i England till stärkandet av tron på realpresens, vilket tar sig uttryck i många sakramentshymner införda vid denna tid och senare. Sedan 1920-talet förekommer sakramental välsignelse i somliga anglikanska församlingar, domkyrkor och kommuniteter.
Vad gäller Mässoffret saknar den Anglikanska kyrkogemenskapen enhetlig syn på detta. Eukaristibönen i både 1549 års och 1552 års Book of Common Prayer gick att tolka på flera sätt. Sådana inflytelserika anglikanska kyrkoledare som Lancelot Andrewes, William Laud, Herbert Thorndike och Thomas Ken på 1600-talet ansåg eukaristifirandet vara en offerhandling som verkligen är förenad med Kristi offer, och anknöt ofta till de tidiga östkyrkliga teologernas formuleringar kring detta (men undvek formuleringar härrörande från den romersk-katolska kyrkan efter 1500). Ett sådant synsätt försvarades senare av John Johnson (1662-1725) i tvåbandsverket Unbloody Sacrifice (1714-1718), och den Skotska Episkopalkyrkan lät 1637 och 1764 bearbeta sin eukaristiska liturgi för att understryka detta. Å andra sidan innehåller Artikel XXXI, antagen 1562, en formulering som åtminstone avvisar vissa teologier om mässoffer. De ovannämnda anglikanerna, och på 1800-talet även kretsen bakom Tract for the Times, förstod artikeln så att vad som avvisades var missförstånd rörande mässoffret, inte offertanken som sådan. 
Reformert orienterade anglikaner som Lewis Bayly och James Ussher avvisade varje form att mässofferslära, och den evangelikala rörelsen i de anglikanska kyrkorna på 1700-talet vidareförde vanligtvis ett sådant synsätt. 
En intressant egenhet finner man hos John Wesley och Charles Wesley, som författade ett antal hymner som, trots författarnas mer eller mindre evangelikala teologiska hemvist, uttrycker tanken att Kristi eviga offer blir närvarande under eukaristifirandet. Dessa hymner åtnjuter därför numera större popularitet inom den anglokatolska delen av dessa kyrkor än inom den evangelikala delen. Ekumeniska samtal mellan anglikanska kyrkor och den romersk-katolska kyrkan (ARCIC) påbörjades år 1969 och kunde år 1971 enas om en gemensam överenskommelse, i vilken det bl.a. heter: 
The eucharistic memorial is no mere calling to mind of a past event or of its significance, but the church's effectual proclamation of God's mighty acts. Christ instituted the eucharist as a memorial (anamnesis) of the totality of God's reconciling action in him. In the eucharistic prayer the church continues to make a perpetual memorial of Christ's death, and his members, united with God and one another, give thanks for all his mercies, entreat the benefits of his passion on behalf of the whole church, participate in these benefits and enter into the movement of his self-offering.

## Anglikansk organisation

### Engelska kyrkan

#### Reformationen
Den engelska reformationen ledde inte till någon större organisatorisk förändring av den medeltida engelska kyrkan. Henrik VIII antog den pretentiösa titeln som den engelska kyrkans "Supreme Head", men Elisabet I och alla på henne följande monarker har nöjt sig med titeln "Supreme Governor". Sedan Jakob I:s tid beskyddar den brittiska monarken paradoxalt den anglikanska kyrkan i England och den presbyterianska kyrkan i Skottland (under perioden 1714-1837 även den evangelisk-lutherska kyrkan i Hanover). Monarken kröns av ärkebiskopen av Canterbury.

#### Kyrkoprovinser
Engelska kyrkan består av två kyrkoprovinser: Canterbury och York. Var och en av dessa leds av en ärkebiskop, men ärkebiskopen av Canterbury är hela den engelska kyrkans ledare. Ärkebiskopen av Canterbury är även ordförande i Lambethkonferensen och Primates meeting.
Sedan 1200-talets mitt samlar Canterburyprovinsen respektive Yorkprovinsen regelbundet så kallade Convocations, provinskyrkomöten bestående av respektive provins' samtliga biskopar, samt representanter valda av provinsens diakoner och präster, under ledning av respektive ärkebiskop. Dessa provinskyrkomöten behölls vid reformationen, och sammanträder fortfarande regelbundet. De utfärdade 1604 den Engelska Kanoniska Lagen (se: Kanonisk rätt), som i starkt bearbetat skick och i något skiftande versioner fortfarande används i anglikanska kyrkor.  
Kung Georg I av Storbritannien förbjöd 1717 provinskyrkomötena att samlas, och det skulle dröja till 1852 innan Canterburyprovinsens kyrkomöte återupptog sitt arbete, följd av Yorkprovinsen 1861. De båda engelska provinskyrkomötena inrättade 1885 en tredje lekfolkskammare till vart och ett av provinskyrkomötena, och fattade 1919 beslutet att överföra stora delar av sina befogenheter till ett gemensamt kyrkomöte med tre kamrar, Church Assembly. Det sistnämnda ersattes 1969 av den engelska kyrkans nya Allmänna Kyrkomöte, General Synod. Provinskyrkomötena har behållit begränsade befogenheter.

### Irländska kyrkan
Kyrkan på Irland härledde sitt ursprung till ett långsamt trosskifte under 300- och 400-talet, och uppvisade under en mellantid keltiska särdrag vad gäller organisation och gudstjänstliv. Genom kyrkomötena i Rath Brasail 1111, Kells 1152 och Cashel 1172 antog de irländska stiften romerskt gudstjänstliv, och ärkebiskopen av Amargh (vars stift grundades ca 445) kom att få ställningen som ledare av hela kyrkoprovinsen. Två år efter Henrik VIII:s självständighetsförklaring av Engelska kyrkan förklarade de irländska biskoparna Henrik VIII vara Irländska kyrkans jordiska överhuvud, men, till skillnad från situationen i England, accepterades detta inte av befolkningens flertal. Under en tid, 1615-1660, var 104 läroartiklar - De irländska artiklarna - i bruk, och ställde innehållsmässigt de irländska stiften närmare kontinental reformert teologi än vad som var brukligt i den engelska systerkyrkan. Under tiden 1660-1801 intog Irländska kyrkan, i opposition till den växande irländska presbyterianismen, däremot en hållning som snarare betonade anglikanismens katolska karaktär. Under tiden 1801-1870 var Irländska kyrkan förenad med Engelska kyrkan, men när den blev självständig (och upphörde att vara statskyrka) 1871 inrättades ett eget kyrkomöte.

### Skotska episkopalkyrkan
Kyrkan i Skottland härledde sitt ursprung till ett långsamt trosskifte under 400-, 500- och 600-talet, och stod under medeltiden under den engelske ärkebiskopen av York. Kyrkan i Skottland förklarade sig självständig från Heliga stolen 1560, och antog inledningsvis en reformert läroskrift. Universitetet i Aberdeen, biskoparna och den skotske monarken önskade emellertid en utveckling bort från en reformert identitet och ett närmande till en anglikansk identitet. Kungen utnämnde nya biskopar 1584 och 1603, och en anglikansk läroskrift, Perth-artiklarna, antogs 1618. Dragkampen mellan kyrkans reformert-presbyterianska och reformkatolsk-anglikanska parti fortsatte till 1689, då man gav upp förhoppningen om en enda förenad statskyrka i Skottland: Den anglikanska minoriteten, Skotsk-episkopala kyrkan, fortsatte att existera som ett självständigt anglikanskt trossamfund, men var inte längre statskyrka. Under 1700- och 1800-talets lopp utvecklade Skotsk-episkopala kyrkan dels ett biskopsmöte och dels ett rådgivande kyrkomöte av lekfolk, som i mitten av 1900-talet förenades till ett enda kyrkomöte med tre kamrar. Den skotsk-episkopala kanoniska lagen är starkt präglad av fornkyrklig kanonisk rätt.

### Amerikanska episkopalkyrkan
När USA förklarade sig självständigt 1776 befann sig de anglikanska församlingarna i USA, som formellt utgjorde statskyrkliga delar av Engelska kyrkan och lydande under biskopen av London, i en besvärlig situation. Denna löstes genom att skotsk-episkopala biskopar biskopsvigde nordamerikanen Samuel Seabury till biskop 1784. Ett nordamerikanskt kyrkomöte, vars organisationsform var kraftigt påverkat av den amerikanska konstitutionen, kunde sammanträda för första gången 1789.
De anglikanska kyrkorna i Latinamerika (och Filippinerna) härrör snarare från Amerikanska episkopalkyrkans verksamhet, än Engelska kyrkans verksamhet. Existensen av Nippon sei ko Kai beror både på amerikansk-episkopal och engelsk anglikansk verksamhet.

### Kyrkan i Wales
När Kyrkan i Wales blev självständig från Engelska kyrkan 1920, upphörde den att vara statskyrka, och Engelska kyrkan är sedan dess Anglikanska kyrkogemenskapens enda statskyrka

### Samväldeskyrkor
Det brittiska kabinettet konstaterade 1863 att anglikanska kyrkor utanför England inte är statskyrkor, och bruket att viga koloniala biskopar på kungligt patentbrev avskaffades 1867, med undantag för Indien, där detta bruk avskaffades först 1946.
Den anglikanska kyrkan i Nya Zeeland bildade 1859 ett eget kyrkomöte med tre kammare, för att fatta beslut i interna kyrkliga ärenden. Kyrkorna i andra kolonier följde snart efter. När den första Lambeth-konferensen samlades 1867 var biskopar från tre kyrkor med sex kyrkomöten närvarande, när den tredje samlades 1888 var biskopar från åtta kyrkor med nio kyrkomöten närvarande. Det har med tiden blivit typiskt för anglikaner att balansera biskoparnas befogenheter med kyrkomötets befogenheter, eller som det ofta uttrycks: Episcopally led and synodically governed."
I frånvaro av något starkt centralt offentligt missionsorgan, skedde anglikansk mission under 1800-talet genom privata missionssällskap, präglade av antingen en evangelikal profil (bl.a. Church Mission Society) eller en anglokatolsk profil (bl.a. Universities Mission to Central Africa). Detta gör att anglikanska kyrkor utanför Europa och Nordamerika ofta är mer evangelikala (Västafrika, Östafrika, Australien, delar av Latinamerika) eller anglokatolska (Västindien, Centralafrika, södra Afrika, Burma, Sydkorea, Japan, Nya Guinea, Melanesien) än vad traditionellt anglosaxisk-keltiska medlemskyrkor är.

### De iberiska anglikanerna
Två av de anglikanska kyrkorna tillkom vare sig som avknoppning ur Engelska kyrkan eller Amerikanska episkopalkyrkan, utan uppkom genom en utbrytning ur den romersk-katolska kyrkan 1880, under inflytande av den gammalkatolska rörelsen: Lusitanska kyrkan (i Portugal) och Spanska Reformerade Episkopalkyrkan (i Spanien).

### Internationella enhetsinstrument
Den anglikanska kyrkogemenskapen har fyra enhetsinstrument:
- Ärkebiskopen av Canterbury (biskopsstolen gr. 597) är ordförande i kyrkogemenskapens tre övriga enhetsinstrument, och är kyrkogemenskapens främste biskop
- Lambethkonferensen, som sedan 1867 samlar alla anglikanska biskopar vart tionde år
- Anglican Consultative Council som sedan 1968 samlar valda representanter för alla medlemskyrkors biskopar, clerus och lekfolk vartannat eller vart tredje år
- Primates meeting, som sedan 1978 möts vid behov, samlar varje medlemskyrkas ärkebiskop, primas, Presiding bishop eller motsvarande.

### Anglikanskt kommunitetsliv
Vid sidan av den officiella strukturen av medlemskyrkor, stift och församlingar, finns många anglikanska frivilligorganisationer.
De kanske mest iögonfallande är de anglikanska kommuniteterna. Henrik VIII av England hade mellan 1536 och 1541 upplöst klostren, inte för att han hade något emot celibatärt liv (han försvarade det i De sex artiklarna 1539), men därför att klostrens jordegendomar kunde förbättra statskassan. Framväxten av anglokatolicismen på 1830-talet ledde till en återupptäckt av kommunitetslivet. Priscilla Lydia Sellon grundade 1848 The Society of the Sisters of Mercy of the Holy Trinity, ett av de första återgrundade systerskapen, men många andra syster- och brödraskap under löften om celibat och egendomsgemenskap skulle följa. De mest kända är numera Society of Saint Francis och Community of the Resurrection (känt för sin kamp mot apartheidregimen i Sydafrika), men antalet är stort (Se: Anglican Religious Communities).

## Anglikanskt gudstjänstliv
För närmare detaljer, se Den Allmänna Bönboken.
Den första upplagan av Book of Common Prayer (eller Den Allmänna Bönboken) publicerades 1549. Alla anglikanska gudstjänstböcker härstammar från denna, och skiljer sig från denna i större eller mindre omfattning. Liturgin innehåller många katolska bruk såsom knäfall och korstecken, samt böner översatta från Salisburystiftets medeltida latinska gudstjänstordningar.
Den anglikanska ordningen för ordination av diakoner, präster och biskopar antogs 1550, men bearbetades 1662.
Den dagliga ottesången och aftonsången, som använder Psaltaren som bönbok, och som innehåller fyra dagliga bibelläsningar, utgör en central del av anglikanskt ethos. Under loppet av ett år läses traditionellt större delen av bibeln. Alternativa gudstjänstböcker har, alltsedan 1979 (USA), 1985 (Kanada), 1990-talet (Wales, Irland, Skottland) eller 2000 (England), mildrat bördan genom att istället fördela bibelläsningen över två år. I domkyrkor och kollegiatskyrkor firas dessa båda dagliga gudstjänster högtidligt med körsång. Apokryferna läses i otte- och aftonsång under vissa delar av året, men är mindre vanligt förekommande som läsningar i eukaristifirandet.
Före 1830-talet firades eukaristin (trots Bönbokens uttryckliga anvisning om söndagligt firande) endast någon gång i kvartalet, men sedan 1900-talets mitt är söndagligt eukaristifirande normen även långt utanför anglokatolska miljöer, tack vare Parish Communion Movement.
Sättet att fira gudstjänst varierar kraftigt mellan olika församlingar. Evangelikala församlingar kan välja att utforma gudstjänsterna på ett sätt som påminner om svenska frikyrkor. Somliga anglokatoliker firar mässan på ett sätt som är identiskt med den romersk-katolska kyrkan, medan andra använder de officiella anglikanska gudstjänstböckerna tillsammans med ceremoniella bruk hämtade från det medeltida Salisburystiftet.
På brittiska öarna har de anglikanska kyrkorna inte någon gemensam sångbok. Istället har församlingarna valfrihet. 
Församlingar i kyrkans mittfåra använder ofta någon av de många olika dotterupplagorna av Hymns Ancient and Modern (1861), exempelvis Hymns Ancient and Modern Revised Standard Edition, with 100 hymns for today and More hymns for today (1980) eller Common Praise (2000). Dessa, och många andra, sångböcker innehåller böner för de hädangångnas själar. 
Delar av mittfåran och delar av anglokatolicismen använder English Hymnal (1906) eller New English Hymnal (1986), ibland tillsammans med supplementet New English Praise (2006). Dessa sångböcker innehåller hymner som anropar helgonens förbön.
Radikala delar av anglokatolicismen föredrar att använda romersk-katolska sångböcker, och radikala evangelikaler föredrar att använda moderna, populärmusikaliska "lovsånger" eller metodistiska sångböcker som Hymns and Psalms (1983).
Utanför brittiska öarna har de anglikanska kyrkorna ibland enats om en gemensam sångbok, exempelvis Common Praise (1998) i Kanada eller The Hymnal (1982) i USA.

## Provinser
Kyrkogemenskapen är en teologiskt bred och ofta heterogen sammanslutning av 42 kyrkoprovinser och fem andra medlemskyrkor, vilka redovisas i tabellen nedan. Den Engelska kyrkan är numera den enda statskyrkan inom den anglikanska kyrkofamiljen.
| | Kyrka / Provins | Verksamhetsområde | Kommentar |
| --- | --- | --- | --- |
| 1. | The Episcopal/Anglican Province of Alexandria                                                                        | Algeriet, Djibouti, Egypten, Eritrea, Etiopien, Libyen, Mauretanien, Somalia, Tchad, Tunisien                                                 | Självständig från The Episcopal Church of Jerusalem and the Middle East den 29 juni 2020. |
| 2. | Anglikanska kyrkan i Aotearoa, Nya Zeeland och Polynesien The Anglican Church in Aotearoa, New Zealand and Polynesia | Nya Zeeland, Fiji, Tonga, Samoa och Cooköarna.                                                                                                | Självständig från Englands och Irlands förenade kyrka 1865. |
| 3. | Anglikanska kyrkan i Australien The Anglican Church of Australia                                                     | Australien | Bildades genom Engelska kyrkans kaplaner till den australiensiska bosättningen 1787. Självständig från Engelska kyrkan 1 januari 1962. |
| 4. | The Church of Bangladesh                                                                                             | Bangladesh | Självständig från Pakistanska kyrkan 1974. Kyrkan är en förenad kyrka och samlar anglikanska och presbyterianska församlingar. |
| 5. | Igreja Episcopal Anglicana do Brasil                                                                                 | Brasilien | Bildades genom Engelska kyrkans kapell för anglikanska troende i landet 1810, och Amerikanska episkopalkyrkans mission i slutet av 1800-talet. Självständig från Amerikanska episkopalkyrkan 1965. |
| 6. | The Anglican Church of Burundi                                                                                       | Burundi | Bildades genom Engelska kyrkans mission i Rwanda. Blev ett eget stift 1965, och ingick då i den fransktalande Province de Rwanda, Burundi,et Boga-Zaire. Självständig kyrkoprovins från 1992. |
| 7. | Anglikanska kyrkan i Kanada The Anglican Church of Canada                                                            | Kanada | Självständig från Engelska kyrkan 1893. |
| 8. | Church of the Province of Central Africa                                                                             | Botswana, Malawi, Zambia, Zimbabwe | Ursprungligen från Engelska kyrkans mission 1861. Självständig provins 1955. |
| 9. | Iglesia Anglicana de la Región Central de América                                                                    | Costa Rica, El Salvador, Guatemala, Nicaragua, Panama                                                                                         | Självständig från Amerikanska episkopalkyrkan 1998. |
| 10. | Province de L'Eglise Anglicane Du Congo                                                                              | Demokratiska republiken Kongo, Republiken Kongo                                                                                               | Bildades genom mission från Uganda på 1890-talet. Självständig från Province de Rwanda, Burundi,et Boga-Zaire 1992. Ändrade namn 1997. |
| 11. | Iglesia Anglicana de Chile                                                                                           | Chile | Bildades genom Engelska kyrkans mission, och blev en del av det vidsträckta Falklandsöarnas stift. Ingick från 1963 i Chile, Bolivia och Peru stift, vilket på 1970-talet reducerades ytterligare till Chile och Bolivia stift. Från 1981 utgjorde The Province of the Southern Cone of America en egen kyrkoprovins, med Chile som ett eget stift. Självständig från The Province of the Southern Cone of America i november 2018.                                               |
| 12. | Engelska kyrkan The Church of England                                                                                | England, delar av Europa. | Självständig från Romersk-katolska kyrkan 1534. |
| 13. | Hong Kong Sheng Kung Hui The Hong Kong Anglican Church                                                               | Hongkong, Macao | Grundad som Heliga katolska kyrkan i Kina (Chung Hua Sheng Kung Hui) 1912, genom sammanslagning av Engelska kyrkans, Amerikanska episkopalkyrkans och Anglikanska kyrkans i Kanada med fleras missioner. Ombildades till Hong-Kongs och Macaos stift efter det kommunistiska maktövertagandet i Kina 1949. Blev självständig kyrkoprovins 1998. |
| 14. | The Church of the Province of the Indian Ocean                                                                       | | |
| 15. | Irländska kyrkan The Church of Ireland                                                                               | | Självständig från Engelska kyrkan 1871. |
| 16. | Anglikanska kyrkan i Japan Nippon Sei Ko KaiThe Anglican Communion in Japan                                          | Japan | Självständig från Amerikanska episkopalkyrkan 1887. |
| 17. | The Episcopal Church in Jerusalem & The Middle East                                                                  | Cypern, Förenade arabemiraten, Irak, Iran, Israel, Jemen, Jordanien, Kuwait, Libanon, Oman, Palestinska områden, Qatar, Saudiarabien, Syrien. | Jerusalems stift inrättades ur Engelska kyrkans mission i området 1841, och omvandlades till ett ärkestift 1957. Självständig provins från mitten av 1970-talet. Den 29 juni 2020 lämnade ett antal stift kyrkoprovinsen, för att bilda The Episcopal/Anglican Province of Alexandria. |
| 18. | The Anglican Church of Kenya                                                                                         | | |
| 19. | The Anglican Church of Korea                                                                                         | | |
| 20. | The Anglican Church of Melanesia                                                                                     | | |
| 21. | La Iglesia Anglicana de Mexico                                                                                       | | |
| 22. | Igreja Anglicana de Mocambique e Angola                                                                              | | |
| 23. | The Church of the Province of Myanmar (Burma)                                                                        | | |
| 24. | Nigerias kyrka The Church of Nigeria (Anglican Communion)                                                            | | Ursprungligen från Engelska kyrkans mission 1842. Självständig från Church of the Province of West Africa 1979. |
| 25. | The Anglican Church of Papua New Guinea                                                                              | | |
| 26. | The Episcopal Church in the Philippines                                                                              | | |
| 27. | Eglise Anglicane du Rwanda                                                                                           | | Självständig provins från Church of the Province of Uganda 1961. |
| 28. | Skotska episkopalkyrkan The Scottish Episcopal Church                                                                | | Självständig från Engelska kyrkan 1689. |
| 29. | Church of the Province of South East Asia                                                                            | | |
| 30. | Anglican Church of Southern Africa                                                                                   | | Självständig från Engelska kyrkan 1865. |
| 31. | Anglikanska kyrkan i Sydamerika The Anglican Church of South America                                                 | | |
| 32. | Province of the Episcopal Church of South Sudan                                                                      | | |
| 33. | Sudans episkopalkyrka Province of the Episcopal Church of Sudan                                                      | | |
| 34. | The Anglican Church of Tanzania                                                                                      | | |
| 35. | Church of the Province of Uganda                                                                                     | Uganda | Ursprungligen från Engelska kyrkans mission 1877. Eget stift från Province of Eastern Equatorial Africa 1899. Självständig provins 1961. |
| 36. | Amerikanska episkopalkyrkan The Episcopal Church                                                                     | | Självständig från Engelska kyrkan 1789. |
| 37. | Kyrkan i Wales The Church in Wales                                                                                   | | Självständig från Engelska kyrkan 1920. Upphörde samtidigt som statskyrka. |
| 38. | Church of the Province of West Africa                                                                                | Cape Verde, Gambia, Ghana, Guinea, Kamerun, Liberia, Senegal samt Sierra Leone                                                                | Ursprungligen från Engelska kyrkans mission 1752. Självständig provins 1951. |
| 39. | Church in the Province of the West Indies                                                                            | Barbados, Belize, Guyana, Jamaica, Bahamas, Nordöstra Karibien och Aruba, Trinidad and Tobago, samt Windward Islands                          | Självständig från Engelska kyrkan 1863. |
| | | | |
| Kyrkor bildade genom förening med andra kyrkogemenskaper                                                                        | | | |
| 40. | Norra Indiens kyrka The Church of North India (United)                                                               | | |
| 41. | Pakistanska kyrkan The Church of Pakistan (United)                                                                   | | |
| 42. | Södra Indiens kyrka The Church of South India (United)                                                               | | |
| | | | |
| Kyrkor utanför provinsorganisationen, underställda Ärkebiskopen av Canterbury(Extra-Provincial to the Archbishop of Canterbury) | | | |
| | The Church of Ceylon                                                                                                 | Sri Lanka | Bildades genom missionärer från Engelska kyrkan på tidigt 1800-tal. Eget stift från 1845. Ingick i kyrkoprovinsen Church of India, Pakistan, Burma and Ceylon. Sedan kyrkoprovinsen upplöstes 1970, till följd av kolonialismens fall, har Church of Ceylon stått utanför provinsorganisationen, med ärkebiskopen av Canterbury som sin metropolit. I september 2020 bad ärkebiskopen biskoparna av Colombo och Kurunegala arbeta för att bilda en ny, självständig kyrkoprovins. |
| | Anglican Church of Bermuda                                                                                           | | |
| | Lusitanska kyrkan The Lusitanian Church                                                                              | | |
| | Spanska reformerade episkopalkyrkan The Reformed Episcopal Church of Spain                                           | | |
| | Falklandsöarnas församling Parish of the Falkland Islands                                                            | | |

## Sprickor i gemenskapen
Det finns ett antal kyrkor som vidareför anglikanskt gudstjänstliv, anglikansk teologi, anglikansk kyrkorätt och anglikansk spiritualitet, men som inte längre står i kyrkogemenskap med ärkebiskopen av Canterbury, och som därför inte kan räknas till den anglikanska kyrkogemenskapen i organisatorisk mening, men däremot till en anglikansk kyrkofamilj i vidare mening. Några, men inte alla, av dessa kallar sig för continuing churches. Några av dem, men inte flertalet, står i kyrkogemenskap med en eller ett fåtal medlemskyrkor eller stift inom den officiella Anglikanska kyrkogemenskapen.
En första splittringsvåg uppkom 1688 på grund av den ärorika revolutionen som ledde till att tre eller fyra fria anglikanska trossamfund i England fortsatte att erkänna det avsatta huset Stuart. Dessa trossamfund kallas för edsvägrarna, men de assimilerades av den Engelska kyrkan efter Karl Edvard Stuarts (pretendenten Karl III) död 1788.
En andra splittringsvåg ägde rum under andra halvan av 1800-talet i protest mot traktarianismen. Då grundades bland annat Reformed Episcopal Church (som bröt sig ur den Amerikanska Episkopalkyrkan 1873 i protest mot anglokatolicismen), Free Church of England och Church of England in South Africa av evangelikala anglikaner.
Missnöjda över det evangelikala motståndet mot anglokatolicismen, uppgick ett fåtal anglikaner av anglokatolsk typ under tiden strax före och efter sekelskiftet 1900 i ett antal oberoende trossamfund med vigningssuccession härrörande från de syrisk-ortodoxa och gammalkatolska kyrkorna, men antalet medlemmar var få. Några, men inte alla, av dessa oberoende episkopalkyrkor behöll ett anglikanskt ethos.
En fjärde splittringsvåg ägde rum under 1960- och 1970-talet, framför allt i USA, över två sakfrågor: Majoritetssamfundens prästvigning av kvinnor och antagandet av nya gudstjänstböcker. Det är i synnerhet dessa trossamfund som brukar kallas för continuing churches.
2003 valdes den öppet homosexuelle Gene Robinson till biskop inom den Amerikanska Episkopalkyrkan.
Allt sedan dess har somliga inom kyrkogemenskapen - främst de nordafrikanska biskoparna och ärkestiftet Sydney - krävt att Episkopalkyrkan rättar till ”missförhållandet” eller lämnar gemenskapen. Konflikten har förstärkts av att församlingar inom de nordamerikanska och kanadensiska medlemskyrkorna inofficiellt välsignar samkönade par.
Vid den anglikanska kyrkogemenskapens toppmöte i Tanzania, i februari 2007, vägrade sju biskopar att delta i en nattvardsgudstjänst tillsammans med Amerikanska Episkopalkyrkans ledare, biskop Katharine Jefferts Schori.
Den så kallade Global Anglican Future Conference (GAFCON) samlade i juni 2008 biskopar, präster, diakoner och lekfolk som är missnöjda med utvecklingen i den Amerikanska Episkopalkyrkan, företrädesvis från den evangelikala delen av den anglikanska kyrkogemenskapen. Denna konferens grundade missnöjesorganisationen Fellowship of Confessing Anglicans. 
Vid Lambethkonferensen i augusti 2008 uteblev mer än en femtedel av världens anglikanska biskopar, framför allt från norra Afrika och Sydney.
Sydney ärkestift öppnade i oktober 2008 upp för möjligheten att lekpersoner leder eukaristifirande, ett steg som kan isolera Sydney från både den anglikanska kyrkogemenskapen och Fellowship of Confessing Anglicans.
Antalet dissidentrörelser inom de anglikansk-episkopala kyrkorna i USA och Kanada har varit stort och oöverskådligt, och endast stegvis har de kommit att samordna sig. Den 4 december 2008 fattade nio anglikanska dissidentrörelser och trossamfund i USA och Kanada, samlade till möte i Wheaton, Illinois, beslutet att grunda Anglican Church in North America. Bland de grundande organisationerna finner man Reformed Episcopal Church, Forward in Faith North America (som sedan 1992 motsätter sig ordination av kvinnor), ett antal nordafrikanska missionsorganisationer i USA samt ett antal stift i USA och Kanada som har förklarat sig självständiga. Anglican Church in North America höll sitt första, konstituerande kyrkomöte 22 till 25 juni 2009 i Bedford, Texas. Man har för avsikt att ansöka om inträde i den Anglikanska Kyrkogemenskapen.

## Kända anglikaner
- Buzz Aldrin
- Fred Astaire
- Francis Bacon
- John Betjeman
- Bono
- Charlotte Brontë
- John Donne
- T.S. Eliot
- Gerald Ford
- Judy Garland
- P.D. James
- Madeleine L'Engle
- C.S. Lewis
- John Locke
- Franklin Delano Roosevelt
- George Washington
- J.K. Rowling
- Dorothy Sayers
- William Shakespeare
- Bram Stoker
- Desmond Tutu
- Justin Welby
- Rowan Williams
- William Butler Yeats